# Grigori Chukhrai
Grigori Naumovich Chukhrai (Григорiй Наумович Чухрайm em ucraniana, e Григорий Наумович Чухрай, em russo) (Melitopol, Zaporíjia (óblast), Ucrânia, 23 de maio de 1921- Moscou, 28 de outubro de 2001) foi um diretor e roteirista de cinema ucraniano/soviético. Ele é pai do também diretor Pavel Chukhrai.

## Vida
Nascido na Ucrânia, Chukhrai se alistou na Segunda Guerra Mundial, como voluntário, aos 20 anos de idade, se tornando pára-quedista. Ferido quatro vezes, ele recebeu a medalha da Estrela Vermelha por sua atuação no front durante a batalha de Stalingrado.
A obra mais conhecida de Chukhrai tanto na ex-União Soviética quanto no exterior é A Balada do Soldado, de 1959. O filme foi indicado à Palma de Ouro no Festival de Cinema de Cannes em 1960 e ao Oscar, em 1962, de melhor roteiro original. Em 1961, lançou "Chistoye Nebo", que também lida com a temática da guerra.
Popular na ex-União Soviética, o cineasta chegou a receber desculpas publicamente por Nikita Kruschev durante um encontro com intelectuais soviético. Em 1981, Chukhrai recebeu o título de "Artista do Povo da União Soviética". Mais tarde, ele adoeceu e sofreu seis infartos.
Seu filho, Pavel, também se tornou um cineasta. Sua obra mais conhecida internacionalmente é "O Ladrão", de 1997, que recebeu indicação para o Oscar.

## Filmografia
- "Nazar Stodolya" (1955)
- "Sorok pervyj" (1956)
- "Ballada o soldate" A Balada do Soldado (1959)
- "Chistoye nebo" (1961)
- "Zhili-byli starik so starukhoj" (1965)
- "People!" (1966)
- "Pamyat" (1971)
- "Tryasina" (1978)
- "Zhizn' prekrasna" (1979)
- "Ya nauchu vas mechtat..." (1984)